# Tomos Gwynfryn-Evans
Tomos Gwynfryn-Evans ist ein walisischer Theater- und Filmschauspieler.

## Leben
Gwynfryn-Evans begann bereits als Kind zu schauspielern und absolvierte mehrere Fortbildungen im Schauspiel. Er besuchte das Royal Welsh College of Music and Drama, danach durchlief er Seminare an der Identity School of Acting und bei der Regan Casting Group. Er ist Teil des Ensembles des Southwark Playhouse und der Flourish Drama Company. Er hatte 2015 die Hauptrolle im Kurzfilm Rescue. Er wirkte in Episoden der Fernsehserie Casualty und Pobol y Cwm mit. 2017 hatte er eine Rolle im Spielfilm King Arthur: Excalibur Rising.

## Filmografie
- 2010: Man in the Hat (Kurzfilm)
- 2012: Owari (Kurzfilm)
- 2014: Casualty (Fernsehserie, 1 Episode)
- 2015: Vulture Culture (Kurzfilm)
- 2015: Creak (Kurzfilm)
- 2015: Rescue (Kurzfilm)
- 2016: Henry V (Kurzfilm)
- 2016: Pobol y Cwm (Fernsehserie, 1 Episode)
- 2016: MumDem (Fernsehserie)
- 2017: King Arthur: Excalibur Rising
- 2019: Monty (Fernsehserie)
- 2020: Housebreaker (Kurzfilm)
- 2021: Mcdonalds & Dodds (Zweite Staffel, 2 Episode)

## Theater (Auswahl)
- 2016: The amazing Adventures of Wallace and Bates (Theatre Na Nôg)
- 2018: The Morning After (Southwark Playhouse)
- 2019: Matters of the heart (Flourish Drama Company)